# Armin Scholz
Armin Scholz (ur. 31 stycznia 1976 w Lipsku) jest profesjonalnym niemieckim kulturystą.
Przynależy do prestiżowego związku International Federation of BodyBuilding and Fitness (IFBB). W 1995 został mistrzem Niemiec w kulturystyce juniorów, a trzy lata później w zawodach sportowców pełnoletnich. W 2008 podczas IFBB Houston Pro Championships uplasował się na czwartym miejscu.